# Pac’s Life (singel)
Pac’s Life – singel amerykańskiego rapera 2Paca pochodzący z albumu o tym samym tytule. Produkcją zajął się L.T. Hutton. Gościnnie występują piosenkarka Ashanti i raper T.I. Do utworu powstał teledysk. Premiera odbyła się 22 listopada 2006 r. na kanale telewizyjnym BET w Stanach Zjednoczonych. Drugi wers rapowany przez Tupaca pochodzi z piosenki pt. „This Life I Lead”. Singel został także zremiksowany. Występują w nim Snoop Dogg, T.I i Chris Starr.

## Lista utworów
UK CD
1. „Pac’s Life” (Album version) (Featuring T.I. & Ashanti)
2. „Pac’s Life” (Remix) (Featuring Snoop Dogg, T.I. & Chris Starr)

Promo
1. „Pac’s Life” (Clean) (Featuring T.I. & Ashanti)
2. „Pac’s Life” (Dirty) (Featuring T.I. & Ashanti)
3. „Pac’s Life” (Instrumental) (Featuring T.I. & Ashanti)

## Notowania
| Notowanie (2006-2007)                           | Najwyższa pozycja |
| ----------------------------------------------- | ----------------- |
| Australian Charts                               | 34                |
| New Zealand Charts                              | 38                |
| UK Singles Chart                                | 21                |
| U.S. Billboard Hot 100                          | 119               |
| U.S. Billboard Hot R&B/Hip-Hop Singles & Tracks | 104               |